# Papaipema linda
Papaipema linda là một loài bướm đêm trong họ Noctuidae.